# Rhodesiella magna
Rhodesiella magna är en tvåvingeart som först beskrevs av Becker 1911.  Rhodesiella magna ingår i släktet Rhodesiella och familjen fritflugor. Inga underarter finns listade i Catalogue of Life.